# Bug-Byte
La Bug-Byte Software Ltd. fu una compagnia britannica di pubblicazione software videoludico per gli home computer a 8 bit, fondata nel 1980 a Liverpool da Tony Baden e Tony Milner.
Agli inizi fu uno dei due produttori più noti di software per lo ZX80, insieme a Quicksilva.
L'azienda fu il banco di prova per numerosi programmatori britannici, quali ad esempio Matthew Smith e Eugene Evans.
A maggio 1985, in seguito a un difficile momento, la compagnia fu liquidata e diritti dei numerosi giochi sino ad allora prodotti furono rilevati dalla Argus Press. Il marchio Bug-Byte rimase attivo almeno fino al 1989 per le pubblicazioni a basso costo, di solito riedizioni di vecchi titoli.

## Videogiochi
Elenco non esaustivo.
- Aardvark (1986)
- Adventure (1982) per ZX81
- Alien (1986, riedizione)
- American Football (videogioco) (1984, riedizione)
- Another Vic in the Wall
- Antics (1985)
- Aquarius (1983) per ZX Spectrum
- Arena (1985)
- Aspect (1982, utilità) per ZX Spectrum
- Asteroids (clone per VIC-20, 1983)
- Automan (1985)
- Backgammon
- Birds and the Bees (1983)
- Bomber Bob in Pentagon Capers (1985)
- BOP! (1986)
- Break Out
- Captain Kelly (1986, riedizione)
- Captain Kidd (1986)
- The Castle (1983) per ZX Spectrum
- Cavern Fighter (1983)
- Chess
- Chubby Gristle (1988, riedizione)
- City Defence (1983)
- Codename MAT II (riedizione)
- The Computer Cook Book (1984, utilità) per ZX Spectrum
- Constellation (1982, utilità) per ZX81
- CORE (1986, riedizione)
- Cosmiads
- Cricket (1985)
- The Damsel and the Beast (1981) per ZX81
- Death Wake (1985, riedizione)
- Defcom (1986, riedizione)
- Diagon (1984) per C16, C64
- Dictator (1982) per ZX81
- Dogsbody (1985)
- Dragon Quest (1982)
- Droid Dreams (1988)
- Droid One (1986) per C16
- Dunjunz (1986)
- Elevator Action (riedizione)
- Falcon Patrol (riedizione)
- Falcon Patrol II (riedizione)
- The Flintstones (riedizione)
- Flyer Fox (1986)
- Friday the 13th (riedizione)
- Fridge Frenzy (1985) per ZX Spectrum
- Galaga (1988)
- Galaxy Wars (1983)
- General Election (1983) per ZX Spectrum
- Gladiator (riedizione)
- Glass (riedizione)
- Glider Rider (riedizione)
- Grange Hill (riedizione)
- Head Start (riedizione di Schizofrenia)
- Hectic (1985) per ZX Spectrum
- Hocus Focus (riedizione)
- Hoodoo Voodoo (1986)
- House of Gnomes per ZX81
- Hunkidory (1986)
- I-Wizard (1988)
- Ice Hockey (1985)
- International Cricket
- Invaders (1981) per ZX81
- Jack Attack (1985)
- Jail Break (1985) per C16
- Jeep Command (1986)
- Kat Trap (1987, riedizione)
- Kon (1987) per ZX Spectrum
- Kung-Fu (1984)
- Leaper (1986) per Atari 8-bit, C16
- Little Green Man (1988)
- The Ludoids Adventures (1985) per ZX Spectrum
- Manic Miner (1983)
- Mazogs (1982) per ZX81
- Megarok
- Miami Dice (1986)
- Mission Omega (riedizione)
- Monkey Nuts (1988)
- Multifile (riedizione, utilità) per ZX81
- Multifile Plus (riedizione, utilità) per ZX81
- Nexus (riedizione)
- Nick Faldo Plays the Open (1987, riedizione)
- N° 1 (1985) per Amstrad CPC, ZX Spectrum
- Old Father Time
- Olé (riedizione)
- Orbix the Terrorball (riedizione)
- Panic
- The Pay-Off (1984)
- Peter Beardsley's International Football (riedizione)
- Peter Shilton's Handball Maradona (riedizione)
- Piggy (1988)
- Pi-R Squared (riedizione)
- Plan B (1986)
- Plan B2 (1987)
- Plum Duff (1985) per ZX Spectrum
- Pool (1983) per ZX Spectrum
- Program Pack 4 (1981) per ZX81
- Power Pyramids (riedizione)
- Pyramania (1984) per ZX Spectrum
- Rapscallion (1984)
- Red Scorpion (riedizione)
- Renumbering Program (1981, utilità) per ZX81
- Roboto (1986)
- Rubicon (1987)
- Rupert and the Ice Castle (1986, riedizione)
- Savage Pond (1985, riedizione)
- Sbugetti Junction (1986)
- Scramble
- Sky Hawk (1986)
- Sodov the Sorcerer (1986) per Commodore 64, ZX Spectrum
- Solo (1985) per C16
- Souls of Darkon (riedizione)
- Space Pirates
- Spacewarp
- Spectral Invaders (clone di Space Invaders, 1982) per ZX Spectrum
- Spectres (1982) per ZX Spectrum
- Spellseeker (1987)
- Split Personalities (riedizione)
- Squeakaliser
- Star Force Seven (1985)
- Star Soldier (1987)
- Star Trader (1984)
- Star Trek (1981) per ZX81
- Stay Kool (1984)
- STI (Search for Terrestrial Intelligence) (1988)
- Strange Loop (riedizione)
- Styx (1983)
- Tantalus (riedizione)
- Templeton
- Tennis (1985)
- Terramex (riedizione)
- Test Cricket (1986) per ZX Spectrum
- Time Trax (1986, riedizione)
- Transnitron (1985) per ZX Spectrum
- The Tube (riedizione)
- Turmoil (1984)
- Twin Kingdom Valley (1983)
- Up Up and Away (1987, riedizione)
- Uranians
- Videograph (1981, utilità) per ZX81
- Vic Men (1983)
- Vic Panic (1983)
- A View to a Kill (1988, riedizione)
- Viewtext (1981, utilità) per ZX81
- Wildwater (1989) per ZX Spectrum
- World War 1 (1987, riedizione) per BBC Micro, ZX Spectrum
- Xeno (riedizione)
- Yabba Dabba Doo! (1988, riedizione)
- Zagan Warrior (1986) per C16
- Zip (1986), raccolta di Asteroid Belt, Destructor, Transector per C16
- Zoot (1985) per ZX Spectrum
- ZXAS (1981, utilità) per ZX81
- ZXDB (utilità) per ZX81
- ZXTK Toolkit (utilità) per ZX81